# Гісії
Гісії (дав.-гр. Ύσίαι) — давньогрецьке місто на південному заході Арголіди (Пелопоннес, Греція) на межі з Кінурією.
У 669 р. до н. е. біля Гісій аргівяни, вперше використавши зімкнений порядок важкоозброєних піхотинців — фалангу, оснащену великими щитами, розгромили спартанців. Як наслідок, під владу Аргоса потрапило усе східне узбережжя Лаконії до миса Малея.
У 417 р. до н. е. — під час Пелопоннеської війни спартанці зруйнували Гісії, проте аргівяни їх відбудували. За часів Римської імперії лежали у руїнах.